# Memapsin 1
Memapsin 1 (EC 3.4.23.45, beta-sekretaza, enzim 2 razlaganja beta-mesta Alchajmerovog amiloidnog prekursornog proteina, BACE2, ASP1, aspartinska proteaza donjeg regiona) je enzim. Ovaj enzim katalizuje sledeću hemijsku reakciju
Široka endopeptidazna specifičnost. Razlaganje Glu-Val-Asn-Leu-Asp-Ala-Glu-Phe u švedkoj varijanti Alchajmerovog amiloidnog prekursornog proteina
Ovaj enzim pripada peptidaznoj familiji A1.

## Literatura
- Nicholas C. Price; Lewis Stevens (1999). Fundamentals of Enzymology: The Cell and Molecular Biology of Catalytic Proteins (Third изд.). USA: Oxford University Press. ISBN 019850229X.
- Eric J. Toone (2006). Advances in Enzymology and Related Areas of Molecular Biology, Protein Evolution (Volume 75 изд.). Wiley-Interscience. ISBN 0471205036.
- Branden C; Tooze J. Introduction to Protein Structure. New York, NY: Garland Publishing. ISBN 0-8153-2305-0.
- Irwin H. Segel. Enzyme Kinetics: Behavior and Analysis of Rapid Equilibrium and Steady-State Enzyme Systems (Book 44 изд.). Wiley Classics Library. ISBN 0471303097.
- William P. Jencks (1987). Catalysis in Chemistry and Enzymology. Dover Publications. ISBN 0486654605.

## Spoljašnje veze
- Memapsin+1 на 